# ستورم فيلد
ستورم فيلد (بالإنجليزية: Storm Field)‏ هو عالم أرصاد أمريكي، ولد في 25 نوفمبر 1948.